# Bujan (vesnice)
Bujan je obec v okrese Tropojë v kraji Kukës v severní Albánii. Obec se proslavila pořádáním Bujanské konference roku 1943.